# New X-Men: Hellions
A New X-Men: Hellions egy, a Marvel Comics által kiadott négyrészes mini-képregénysorozat volt, mely 2005-ben jelent meg az Amerikai Egyesült Államokban. A képregény írója Christina Weir és Nunzio DeFilippis, rajzolója Clayton Henry. A minisorozat a New X-Men: Academy X spin-offja melynek cselekménye a sorozat 15. száma után játszódik.

## A cselekmény
|  | Alább a cselekmény részletei következnek! |

Miután a Pokolfajzatok megnyerték Xavier professzor Tehetséggondozó Iskolájának éves diákok közötti versenyét mindenki az ünnepélyes díjátadóra készül. Az X-eknak azonban küldetésre kell menniük, így Emma Frost, a Pokolfajzatok osztályfőnöke a díjátadó előtt beszélget el a csapat vezetőjével, Juliannal, kódnevén Pokolfajzattal. A csapat ugyan kimagasló eredményeket ért el az elmúlt tanév folyamán, de elidegenítették maguktól az összes többi csapatot és még az iskolát is kis híján bajba sodorták. Emma elmondja Juliannak, hogy nem kell másokon átgázolni ahhoz, hogy érvényesülhessen az ember. Julian persze, mint általában egy kamasz, nem figyel rá és csak szemrehányásnak veszi Emma szavait. Később az ünnepélyen átadták a csapatnak a díjat és Julian a beszédében felhívta a többi diák figyelmét arra, hogy nemcsak hogy a Pokolfajzatok nyertek, de mindenki más egy nagy vesztes.
Julian úgy döntött, hogy csapattársaival a nyári szünetet szülei Los Angeles-i házában fogják tölteni. A bajok azonban már a repülőtéren elkezdődtek, mikor a csapatot nem akarták felengedni a gépre Hegyomlás és Higany kinézete miatt. Mivel Julian nem híve a kompromisszumoknak, összetűzésbe keverednek a reptér biztonsági személyzetével. A harcnak Homok vet véget, aki Julian utasítása nélkül fegyverszünetet köt a biztonságiakkal. Az irodában Julian felhívja a családja ügyvédjét, ami után néhány perccel a biztonsági főnök a Nemzetvédelmi Hivataltól kap hívást, így a nemtetszés ellenére kénytelenek felengedni a fiatalokat a repülőre.
Julian úgy hiszi, hogy szülei nincsenek otthon így meglepődik, mikor barátaival a lakásba belépve édesapja fogadja. Julian szülei négyszemközt közlik fiúkkal, hogy mélységesen csalódtak benne a repülőtéri jelenet miatt, amibe ráadásul a család nevét is belekeverte. Mivel Julian nem hajlandó elrejteni mutáns képességeit az emberek elöl szülei, annak ellenére, hogy nagyon szeretik és mindig szívesen látják őt és barátait, kizárják Juliant az örökségéből. Az igencsak kellemetlen beszélgetés után a szülők magukra hagyják a kamaszokat és elmennek nyaralni. Julian persze nem akarja annyiban hagyni a dolgot és barátaival szülei üzleti iratai között kezd kutatni, hogy találjon valamit amivel megzsarolhatja őket. A papírokból hamar kiderül, hogy Julian szülei szinte egyik percről a másikra gazdagodtak meg. Egy titkos széfben Julian rátalál egy papírtekercsre amin egy különös szertartás leírása áll, ami megidézi a Királycsinálót. A fiatalok kíváncsiságból követve az utasításokat kör alakban gyertyákat gyújtanak, fűszereket szórnak a lángba majd beütik egy telefonba a papíron olvasott számokat és leteszik a kagylót a kör közepébe. A telefonban a Királycsináló recepciósa válaszol és megkér mindenkit, hogy mondja be a nevét. A kamaszok így is tesznek de ezután nem történik semmi. Másnap reggel mikor már azt hiszik az egész csak átverés, egy fekete öltönyös, napszemüveges férfi csenget be hozzájuk, aki a Királycsinálóként mutatkozik be.

## Külső hivatkozások
- New X-Men: Hellions #1 a Marvel.com oldalain
- New X-Men: Hellions #2 a Marvel.com oldalain
- New X-Men: Hellions #3 a Marvel.com oldalain
- New X-Men: Hellions #4 a Marvel.com oldalain